# Прича о неправедном управнику
Прича о неправедном управнику (такође лукавом, непоштеном, или неверном приставу) је Исусова алегоријска прича, која наглашава важност праштања другима.
Забележена је у канонском јеванђељу по Луки (16:1-13).

## Тумачења
Тумачење ове параболе изазива тешкоће, јер изгледа као да је њоме Исус похвалио непоштено понашање. Међутим, иако господар у причи показује извесно дивљење за управникову лукавост, Исус ипак именује управитеља као „непоштеног“.
Управник у причи је вероватно роб или ослобођеник постављен као заступник свога господара у пословању. Када као његов представник потпише споразуме са дужницима, они су обавезујући. Ова прича има заједничку тему као и неке друге Исусове изреке којима саветује давање имовине сиромашнима ради стицања блага на небу. Јер када смрт дође „престаје наша моћ да чинимо добро са нашим новцем, тако да добро са њим треба чинити сада."
Овакво су причу тумачили и рани црквени писци, као што је Астерије Амасијски:
| „ | Када, дакле, неко очекујући свој крај и прелазак на други свет, сажеже терет својих греха добрим делима, било отказивањем обавеза дужницима, или снабдевањем сиромашних обиљем, дајући оно што припада Господу, он стиче много пријатеља, који ће потврдити његову доброту пред судијом, и осигурати му својим сведочењем место среће. | ” |

Енглески реформатор из 16. века Виљам Тиндејл сматра да Исус није хвалио управитељево понашање, већ га само наводи као поређење да „и ми са праведним треба да будемо марљиви да обезбедимо наше душе, као што је он са неправедним обезбедио своје тело“. Антоније Храповицки сматра да Исус под неправедним богатством подразумева „не само оно земаљско благо, које је стечено преваром или крађом, већ свако уопште материјално богатство“, противстављајући га духовном богатству, које је праведно богатство.